# Astrolepis
Astrolepis, rod papratnjača iz potporodice Cheilanthoideae, dio porodice bujadovki (Pteridaceae), raširen po jugu Sjedinjenih Država i Meksiku. Postoji 8 priznatih vrsta

## Vrste
1. Astrolepis cochisensis (Goodd.) D.M.Benham & Windham
2. Astrolepis crassifolia (Houlston & T.Moore) D.M.Benham & Windham
3. Astrolepis deltoidea (Baker) J.B.Beck & Windham
4. Astrolepis integerrima (Hook.) D.M.Benham & Windham
5. Astrolepis laevis (M.Martens & Galeotti) Mickel
6. Astrolepis obscura J.B.Beck & Windham
7. Astrolepis sinuata (Lag. ex Sw.) D.M.Benham & Windham
8. Astrolepis windhamii D.M.Benham